# Estación de El Maresme-Fòrum
El Maresme | Fòrum es una estación de la L4 del Metro de Barcelona y El Maresme una estación de la T4 del Trambesòs; ambas forman un intercambiador multimodal situado en el barrio de El Besós y el Maresme, en el distrito de San Martín de Barcelona.
La estación de metro, ubicada entre las paradas Selva de Mar y Besòs Mar de la L4, está bajo la calle Llull, entre su intersección con la calle Maresme y la Rambla de Prim. Por su parte, la estación del Trambesòs, ubicada entre las paradas Selva de Mar y Fòrum de la T4, está situada sobre la avenida Diagonal, entre su intersección con las calles Josep Pla y Maresme.
Además del Parque del Fòrum y el barrio del Maresme, la estación da servicio al cercano Centro Comercial Diagonal Mar.

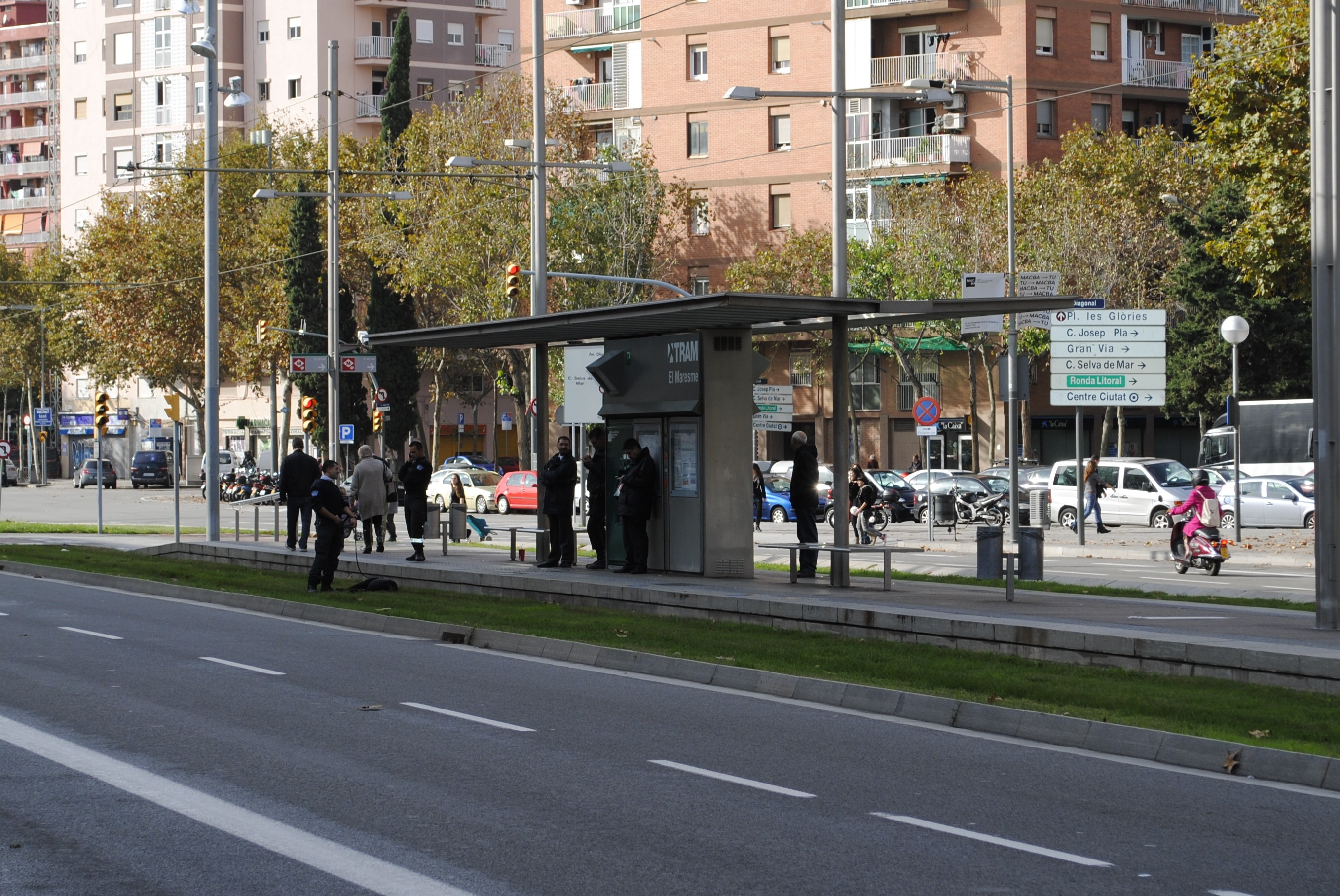
Estación del Trambesòs.

## Historia
Las reivindicaciones vecinales, tras el progresivo crecimiento del barrio de Diagonal Mar, junto con la celebración Fórum Universal de las Culturas 2004 llevaron al Ayuntamiento de Barcelona y la Generalidad de Cataluña a la creación de esta estación.
Primero entró en servicio la estación de metro, inserida dentro de tramo existente desde 1982 como una parada intermedia entre Selva de Mar y Besòs Mar. La construcción tuvo un plazo de ejecución de 17 meses y fue inaugurada el 4 de agosto de 2003 por el entonces presidente de la Generalidad de Cataluña, Jordi Pujol, en medio de las quejas vecinales.
La estación de tranvía entró en servicio casi un año más tarde, coincidiendo con el estreno del primer tramo del Trambesòs. Dicho tramo fue inaugurado el 8 de mayo de 2004 (el día antes de la apertura del Fórum de las Culturas) por el entonces alcalde de Barcelona, Joan Clos y el consejero de Política Territorial y Obras Públicas de la Generalidad de Cataluña y presidente de l'ATM, Joaquim Nadal.

## Líneas y conexiones
| << cabecera   | < estación   | línea | estación > | cabecera >>           |
| ------------- | ------------ | ----- | ---------- | --------------------- |
| Metro         |              |       |            |                       |
| Trinitat Nova | Selva de Mar |       | Besòs Mar  | La Pau                |
| Trambesòs     |              |       |            |                       |
| Verdaguer     | Selva de Mar |       | Fòrum      | Estació de Sant Adrià |